# Bahía de Cárdenas
Koordinaten: 23° 6′ N, 81° 9′ W
Die Bahía de Cárdenas (span. für: Bucht von Cárdenas) ist eine seichte Meeresbucht an Kubas Nordküste, in der Provinz Matanzas.
Sie liegt an Kubas Nordküste, dem Nicolaskanal zugewandt und wird im Norden von der Hicacos-Halbinsel begrenzt. Im Nordosten liegen die Cayos des Sabana-Camagüey-Archipels, zum Beispiel Cayo Cruz del Padre, Cayo Galiano und Cayo Cinco Leguas. Die südöstliche Grenze bilden die küstennahen Feuchtgebiete und Mangroven von Martí sowie der Bucht von Santa Clara. Die Stadt Cárdenas und ihr Hafen liegt am südwestlichen Ende. Die Bucht hat eine Gesamtfläche von 250 km². Ein künstlich angelegter Kanal, der Kawamakanal, verbindet südlich der Stadt Varadero die Bucht von Cárdenas mit der Floridastraße. An der Südküste wird die Kombination von Dämmen und Cayos zur Ölförderung genutzt.
Während des Spanisch-Amerikanischen-Krieges war die Bucht am 11. Mai 1898 Schauplatz der Schlacht von Cárdenas.